# Czytnik książek elektronicznych

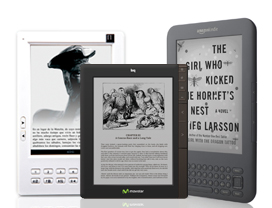
E-czytniki

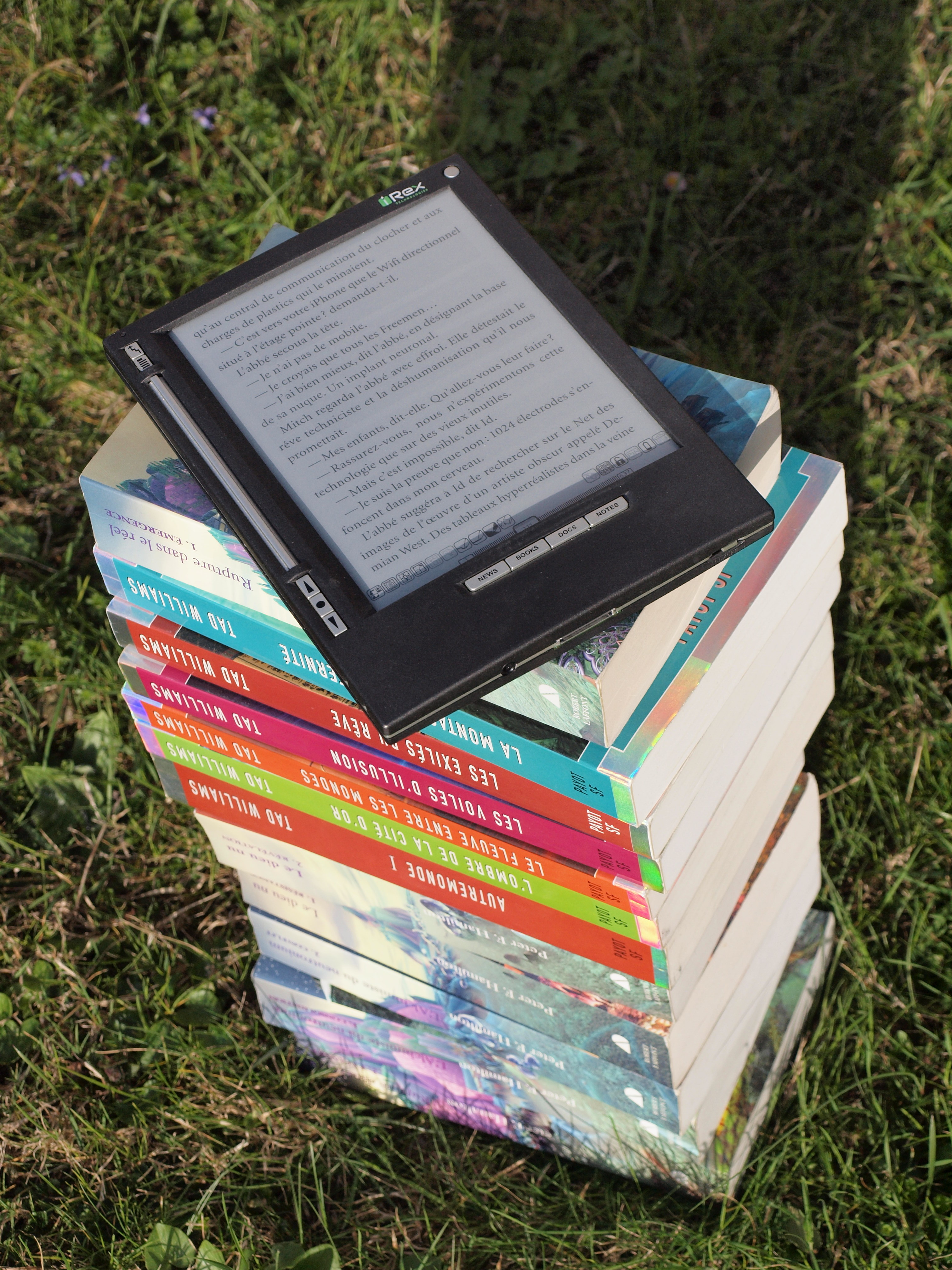
iRex iLiad na stosie książek (porównanie rozmiarów)

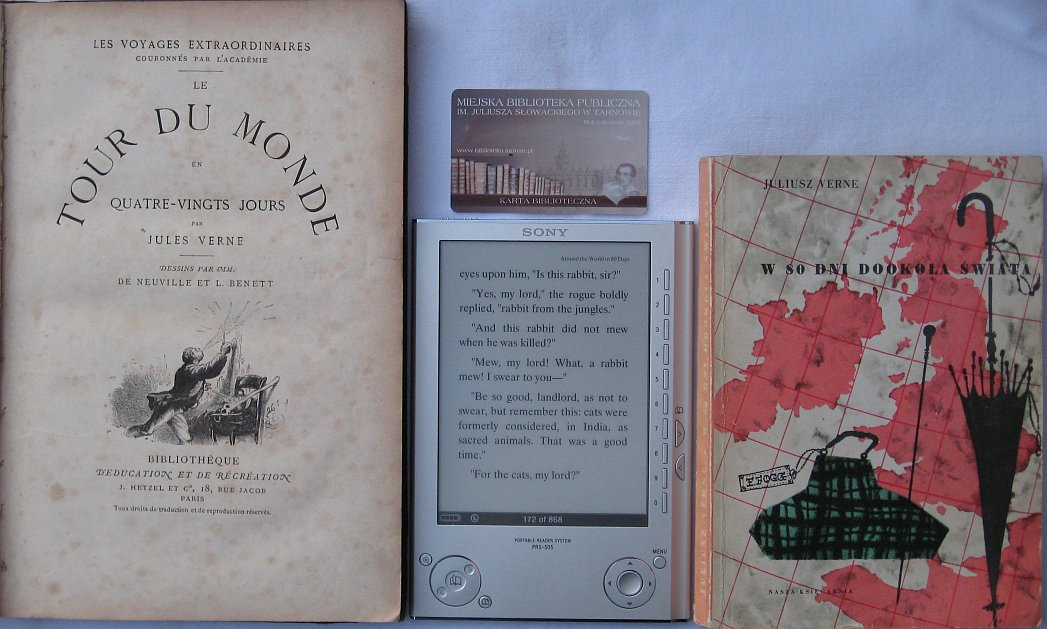
Porównanie wielkości książki, e-czytnika i karty magnetycznej

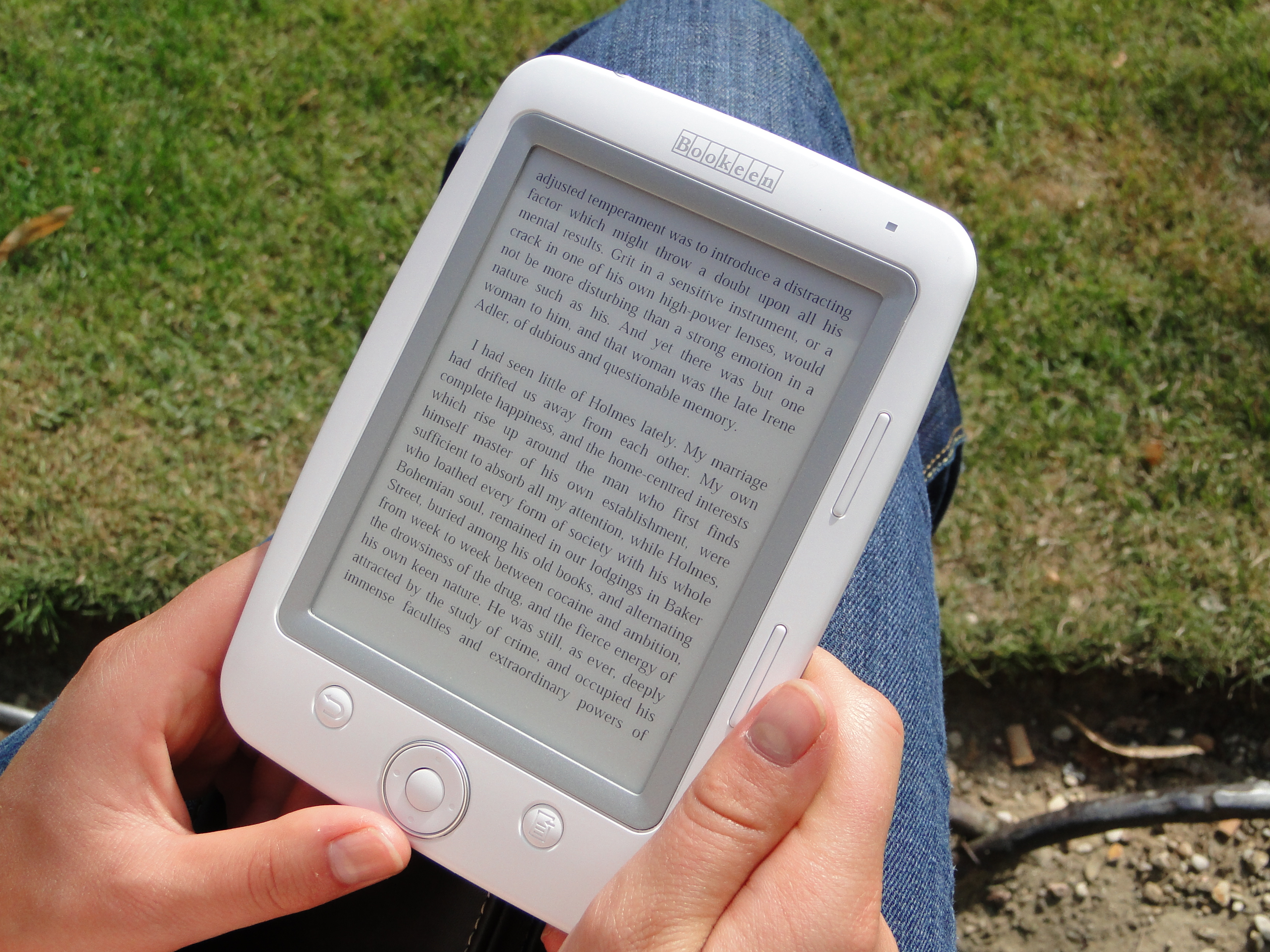
Cybook Opus na łonie natury

Czytnik książek elektronicznych (także: czytnik e-książek, czytnik e-booków, e-czytnik; ang. e-book reader) – urządzenie (lub oprogramowanie) przeznaczone do wyświetlania i dogodnego czytania tekstów zapisanych w formie cyfrowej, np. e-booków, e-gazet itp.
W przypadku urządzenia cyfrowego, jest ono wyposażone w wyświetlacz, zrealizowany najczęściej w technologii papieru elektronicznego oraz pamięć wewnętrzną.
Program przeznaczony do czytania książek elektronicznych korzysta z wyświetlacza i pamięci urządzenia, na którym jest zainstalowany.
E-czytnik umożliwia nie tylko czytanie e-booków czy e-gazet, ale wszelkiego rodzaju plików tekstowych (i często graficznych) w przynajmniej jednym (najczęściej wielu) z formatów, takich jak:
TXT, EPUB, Mobipocket (PRC/MOBI/AZW/AZW3), FB2, HTML, PDF, RTF, DOC, PDB, DjVu, JPG i innych.
Ponadto czytnik zwykle umożliwia odsłuchiwanie e-książek, poprzez odtwarzanie audiobooków, lub też coraz częściej za pomocą funkcji Text-To-Speech.
Dane mogą być przesyłane poprzez łącze USB, WiFi czy 3G oraz przechowywane w pamięci wewnętrznej urządzenia, na karcie pamięci oraz w tzw. chmurze.
Czytnik powinien posiadać również zdolność wyświetlania książek elektronicznych zabezpieczonych za pomocą DRM, ze względu na obecną powszechność ich stosowania, pomimo słabej skuteczności tej metody.

## Czytniki z ekranem w technologii e-papier
Ponieważ papier elektroniczny (ekran pasywny – nie świecący, a odbijający światło), nie powoduje zmęczenia oczu, gwarantuje najlepszy komfort czytania, porównywalny z książką papierową. Istotną jego cechą jest bardzo niski pobór prądu, dzięki któremu na jednym ładowaniu, urządzenie umożliwia czytanie w okresie do kilku tygodni.

Wadą tej technologii jest brak kolorów (tylko stopnie szarości) oraz wolne odświeżanie powodujące niemożność płynnego przewijania zawartości ekranu.

Ekran z e-papieru jest doskonale czytelny w pełnym słońcu, przy którym ekran LCD jest zupełnie nieczytelny.
Bardziej znane modele:
- Kindle Paperwhite – od 2018 w wersji czwartej
- Amazon Kindle – wprowadzony w 2007 roku[3] przez firmę Amazon.com
- Hanlin – chińskiej firmy Jinke Electronics – znany też jako BeBook[4] czy lBook
- inkBOOK – europejska marka czytników opartych na technologii e-ink produkowanych przez firmę Arta Tech
- iRex iLiad – wprowadzony w 2006 roku[5] przez nieistniejącą już holenderską firmę iRex Technologies
- iRiver Story – czytnik producenta znanego z odtwarzaczy MP3
- Kobo Reader – kanadyjskiej sieci Kobo Inc.[6]
- Netronix – tajwańskiej firmy o tej samej nazwie[7], którego klonami są: eClicto polskiej firmy Kolporter, Cybook Bookeen[8] czy COOL-ER
- Nook – firmy Barnes & Noble[9]
- OAXIS – z Azji, którego modele pojawiają się pod różnymi nazwami np.: PICO Life, Prestigio Libretto, Vedia, Intreeo, Icarus
- Onyx BOOX – chińskiego producenta Onyx International Inc., wprowadzony i adaptowany do polskich warunków przez firmę Arta Tech[10]
- Oyo Reader – niemieckiej firmy Thalia[11] – jego polska wersja w EMPiK-u[12]
- PocketBook – produkcji szwajcarskiej[13]
- Sony Reader – firmy Sony, która w 2004 roku wypuściła pierwszy w świecie[14] czytnik z ekranem E Ink: LIBRIé

- Fujitsu FLEPia[15], który ukazał się w 2009 roku, zasługuje na osobną uwagę, gdyż posiada kolorowy ekran e-papier, jednak fakt, że sam producent nie nazywa go[16] czytnikiem e-booków oraz cena, nie pozwalają zaliczyć go do klasycznych czytników.

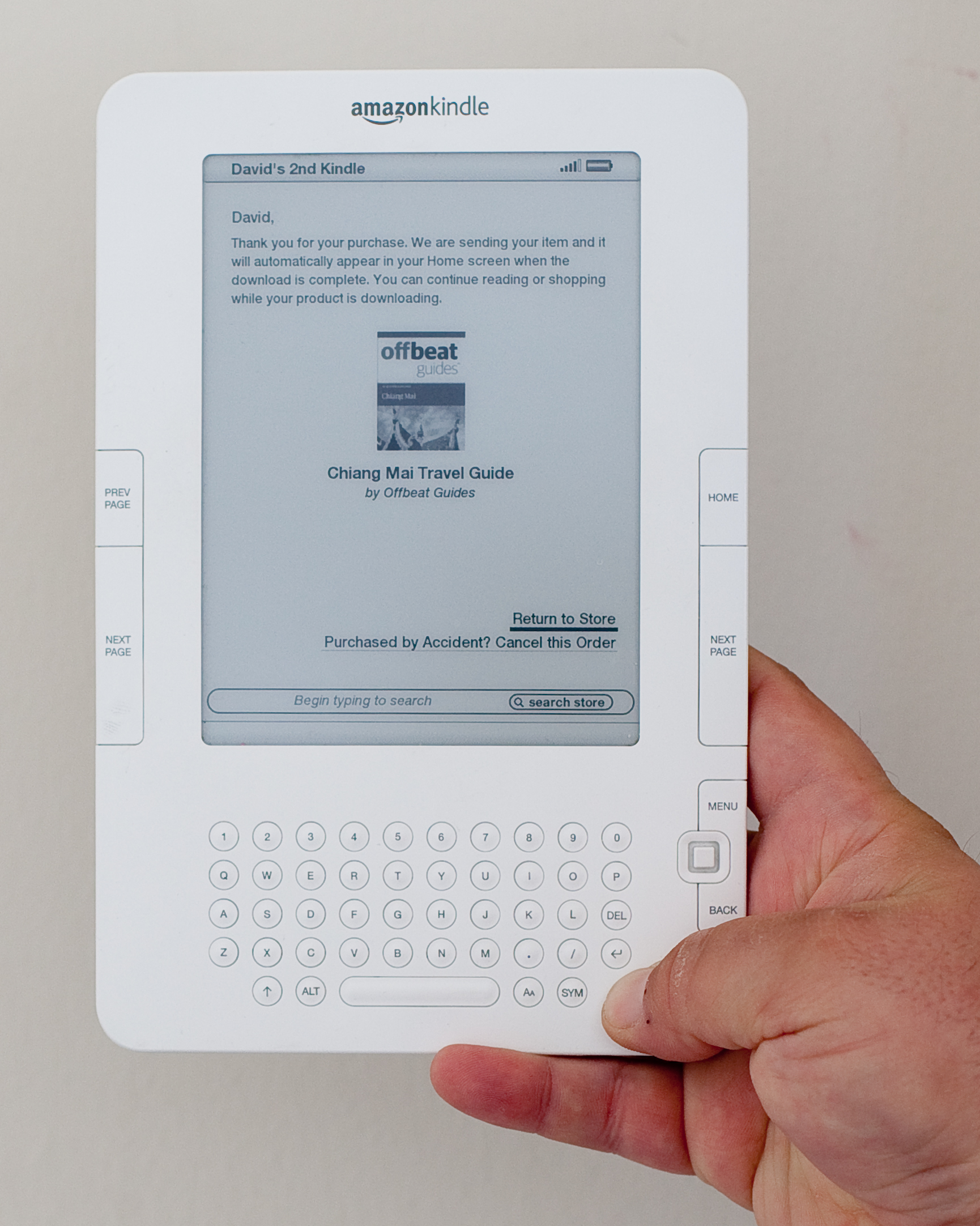
Amazon Kindle
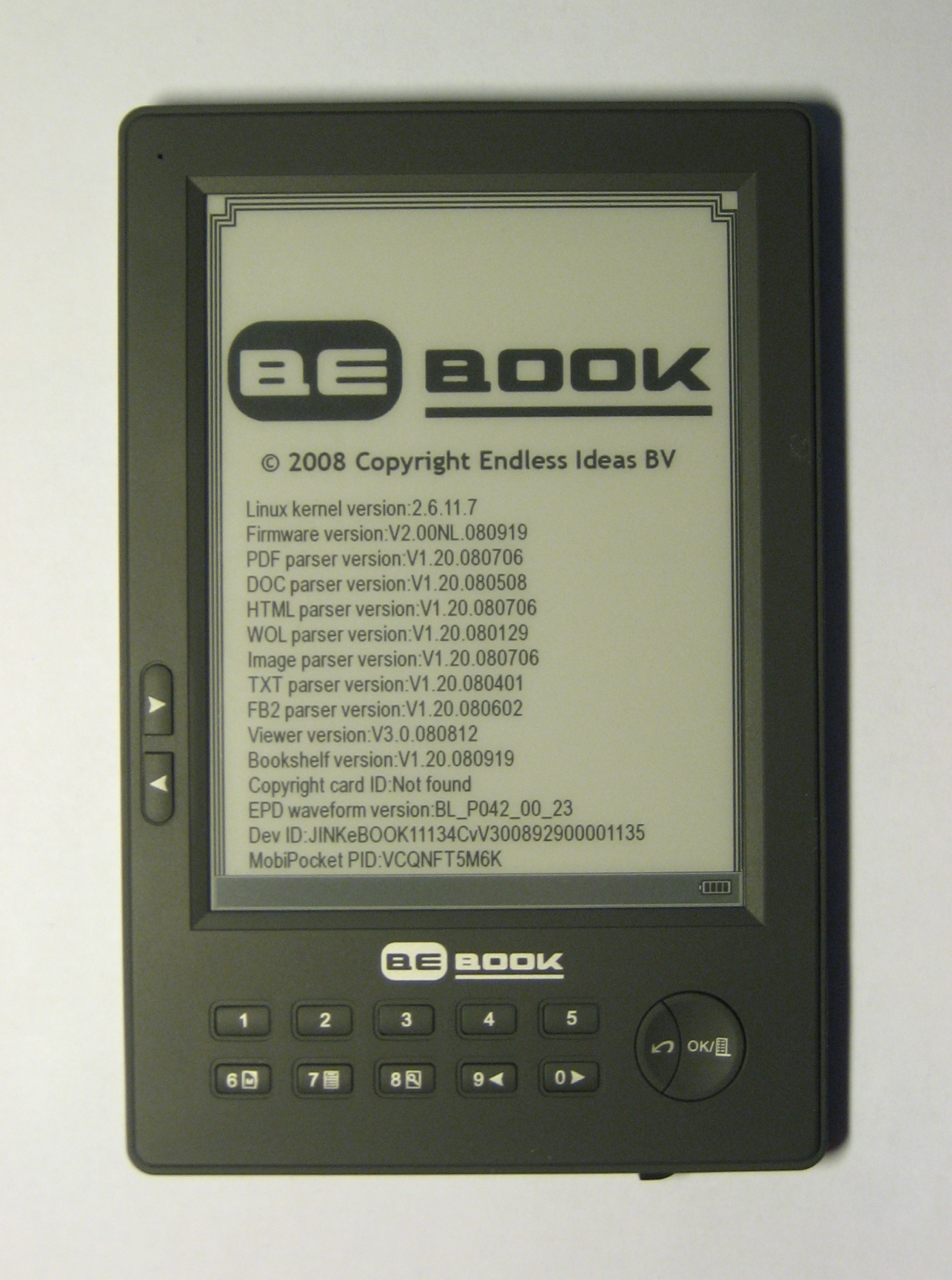
BeBook (Hanlin)
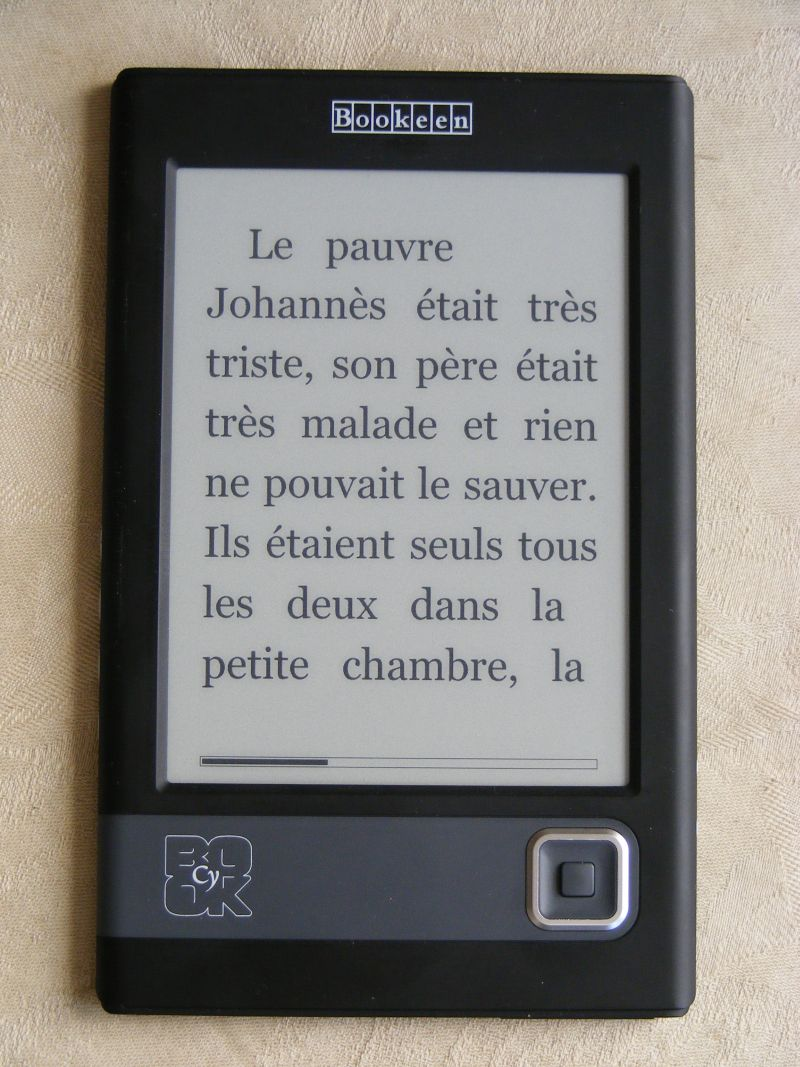
Cybook (Netronix)
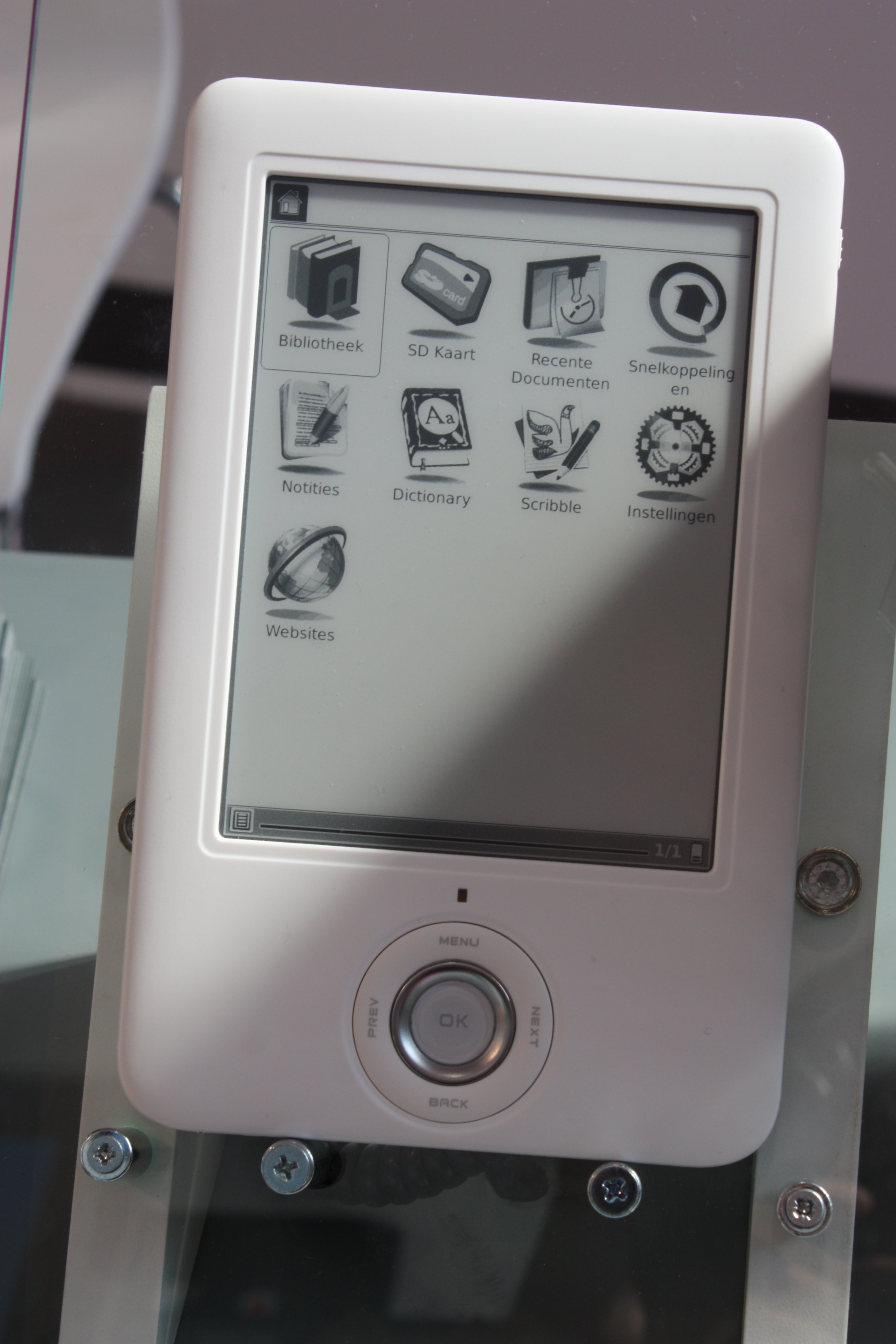
Onyx BOOX
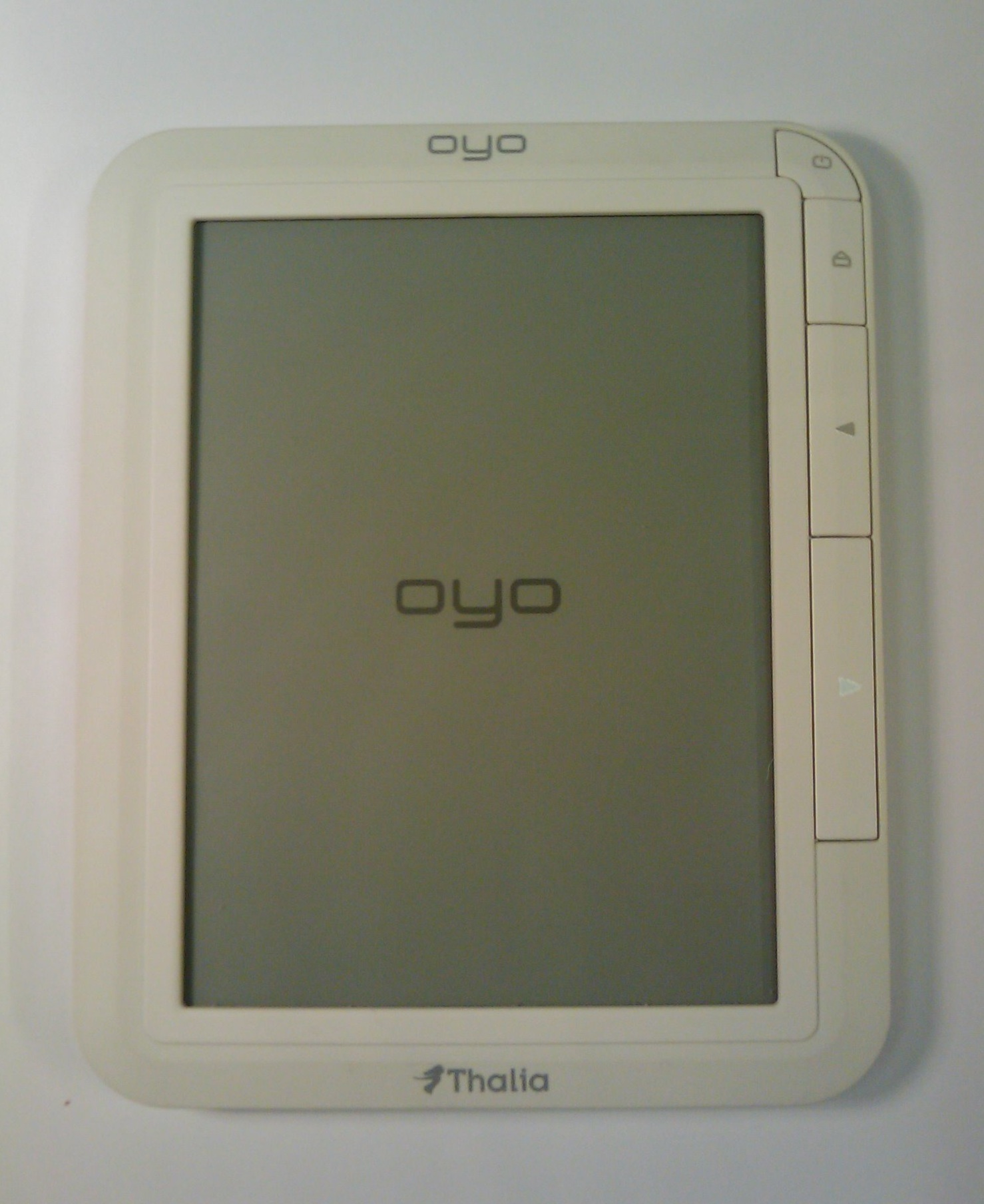
OYO Reader
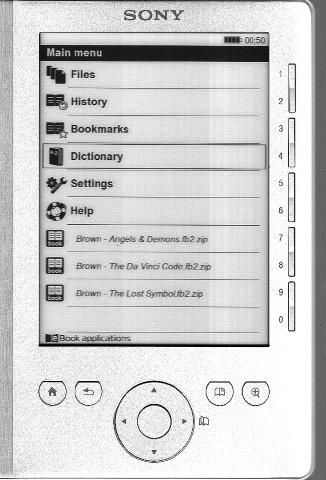
Sony Reader

## Czytniki z ekranem w innych technologiach
Z uwagi na, w przeważającej części, ekrany aktywne (świecące), urządzenia te mniej się nadają do długotrwałego czytania. Charakteryzuje je stosunkowo krótki czas pracy, rzędu kilku godzin. Często o ich przynależności do czytników decydują względy marketingowe, gdyż są to po prostu mobilne urządzenia multimedialne, którym producent przypisał główną rolę jako czytników.
Na osobną uwagę zasługują tablety i smartfony, zaopatrzone głównie w systemy operacyjne typu Android czy iOS, które dysponują bogatym oprogramowaniem przeznaczonym do czytania książek elektronicznych.
Przykładowe modele z tej kategorii
- jetBook[18] firmy Ectaco – urządzenie wyróżniające się pasywnym (nie świecącym) wyświetlaczem, jednak wymagającym ciągłego poboru prądu dla podtrzymania obrazu.
- ASUS Eee Note EA800 – z dotykowym (rysik) ekranem pasywnym, również wymagający prądu do podtrzymania obrazu.
- Notion Ink Adam – tablet posiadający oprócz zwykłej z LCD, wersję z ekranem Pixel Qi
- Lark FreeBook[19] – ekonomiczny czytnik z ekranem LCD
- Vedia K4 eReader – z ekranem LCD
- Nook color – z 2010 roku z systemem Android
- Creative ZiiO – urządzenie multimedialne, nazywane przez producenta też jako e-book reader
- Cruz Reader – tablet z systemem Android
- enTourage eDGe – niezwykłe urządzenie które pojawiło się w 2010 roku, posiadające dwa dotykowe ekrany (E-Ink i LCD)[20]

## Programy w roli czytników książek elektronicznych
Wyróżniają się spośród innych aplikacji do czytania e-książek, wielością obsługiwanych formatów oraz posiadaniem wersji pracujących w różnych systemach operacyjnych.
- Adobe Reader – choć w podstawowej wersji czyta tylko format PDF, jest dostępny bezpłatnie na systemy: Microsoft Windows, Mac OS, Linux, Solaris, Unix, Android – w swej mobilnej wersji jest obecny w czytnikach ze względu na wyświetlanie książek elektronicznych zabezpieczonych DRM w formatach PDF i EPUB
- Kindle for PC[21] – oprogramowanie firmy Amazon umożliwiające czytanie e-booków na komputerach. Może synchronizować się z e-czytnikami tej firmy.
- AlReader[22] – darmowy program, który czyta wiele formatów książek elektronicznych, pracuje w systemach: Android, Pocket PC, Windows Mobile, MS Smartphone, Microsoft Windows
- Cool Reader[23] – darmowy program czytający wiele formatów, pracujący w systemach: Microsoft Windows, Linux, Android, wbudowany w niektórych czytnikach z e-papierem (np. Hanlin)
- FBReader[24] – również darmowy, czytający wiele formatów, posiadający wersje na systemy: Linux, Microsoft Windows, FreeBSD, Android, wbudowany w różnych czytnikach (np. Onyx Boox). Społeczność internetowa stworzyła jego adaptacje na różne urządzenia, które go oryginalnie nie posiadają (iRex iLiad, Kindle)

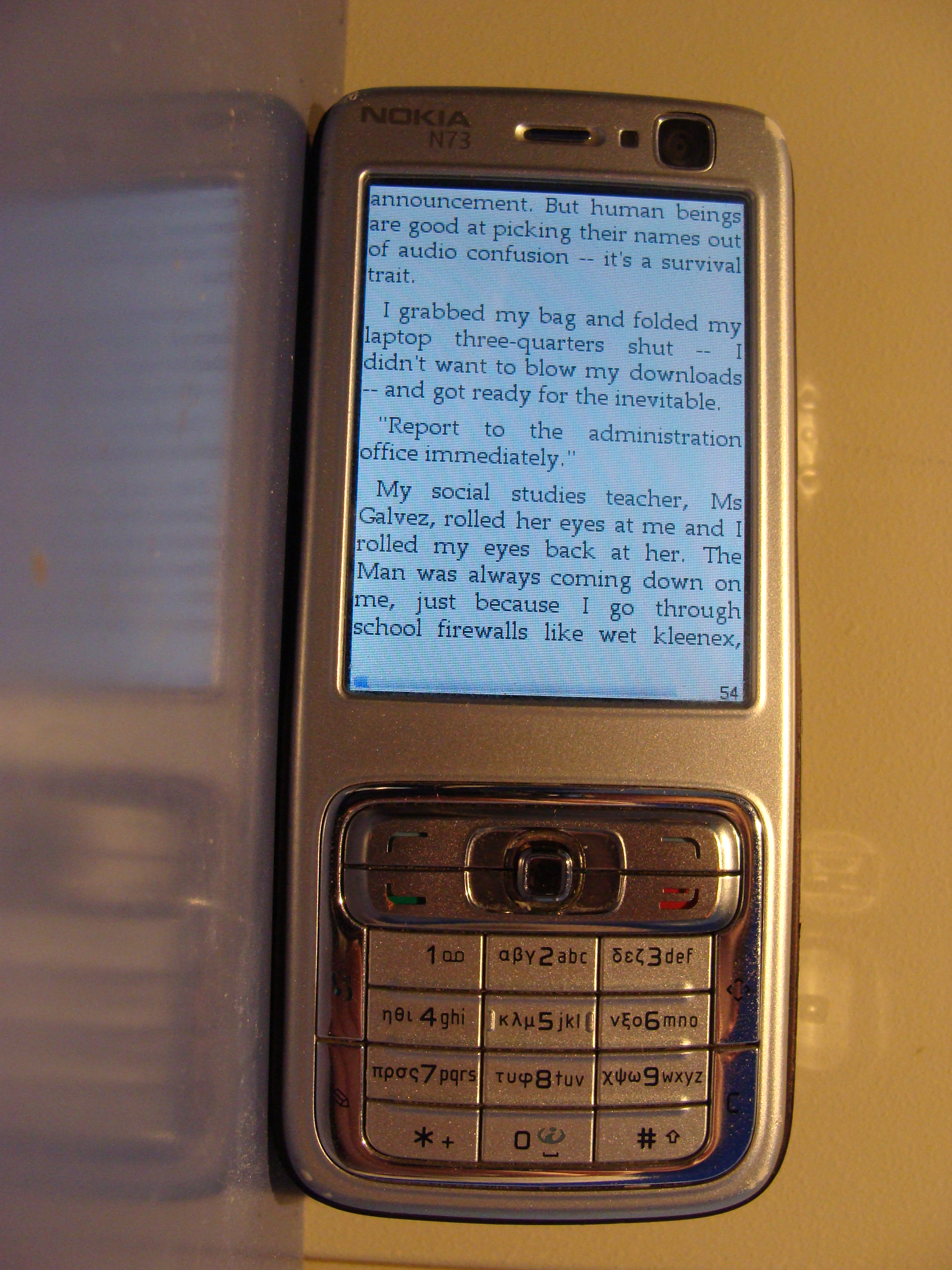
Telefon jako czytnik
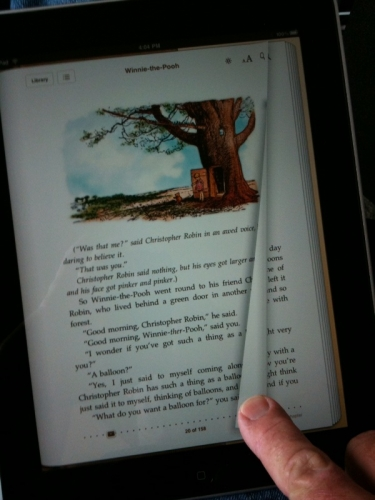
iPad jako czytnik
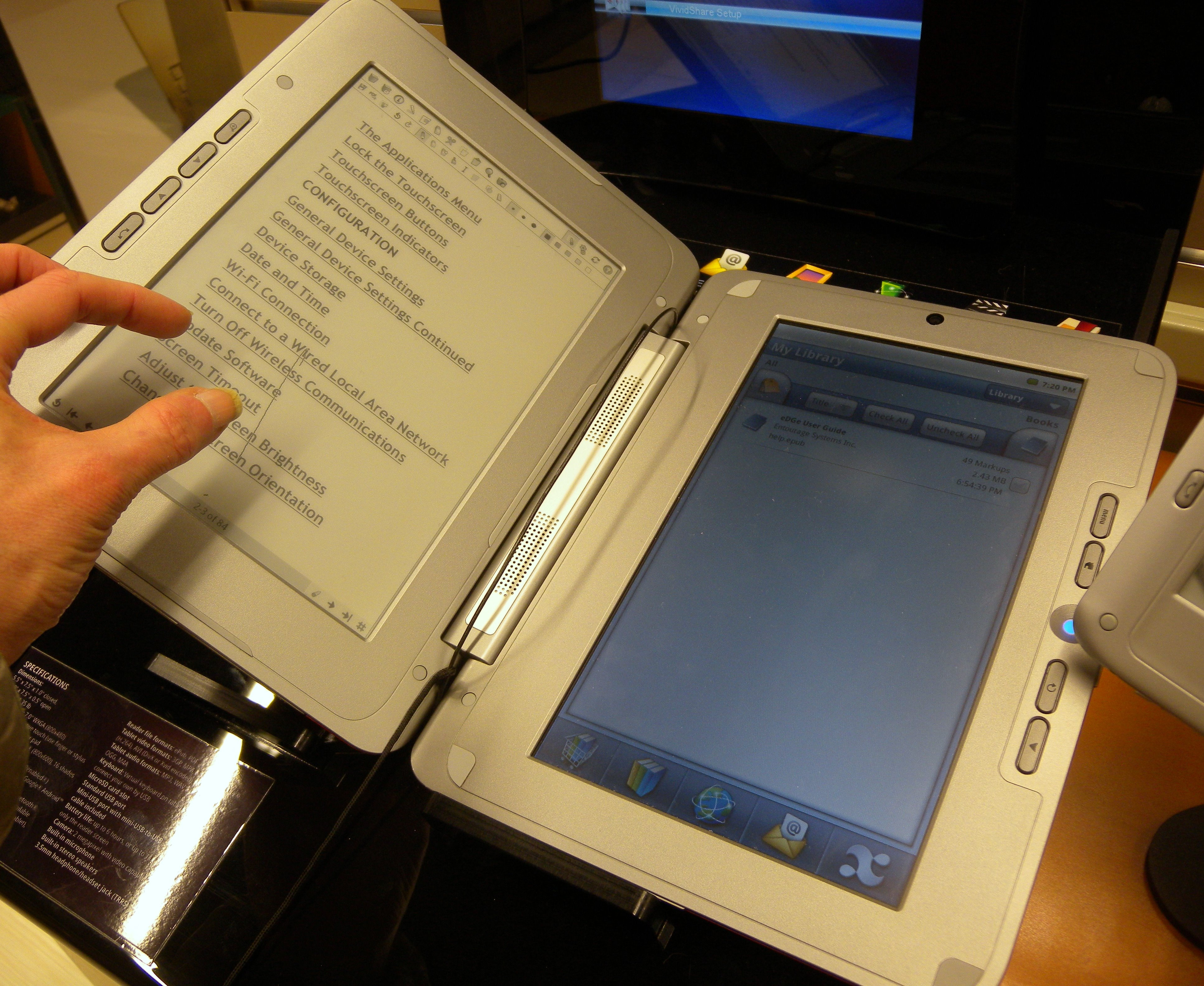
Entourage eDGe
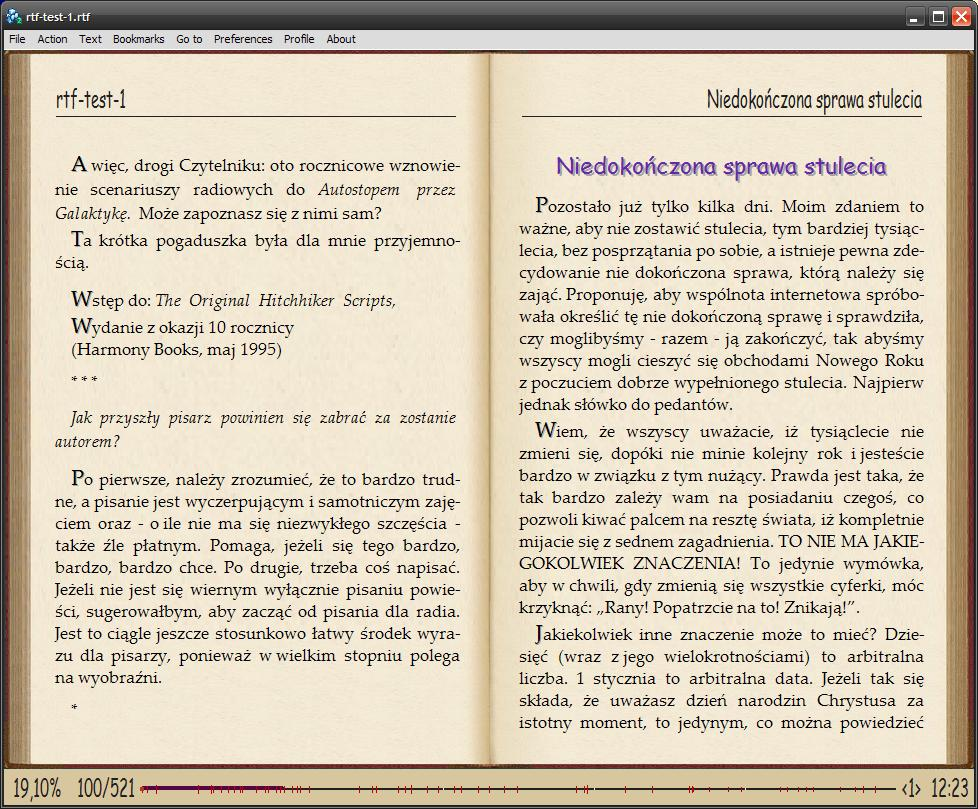
Alreader2 w Windows
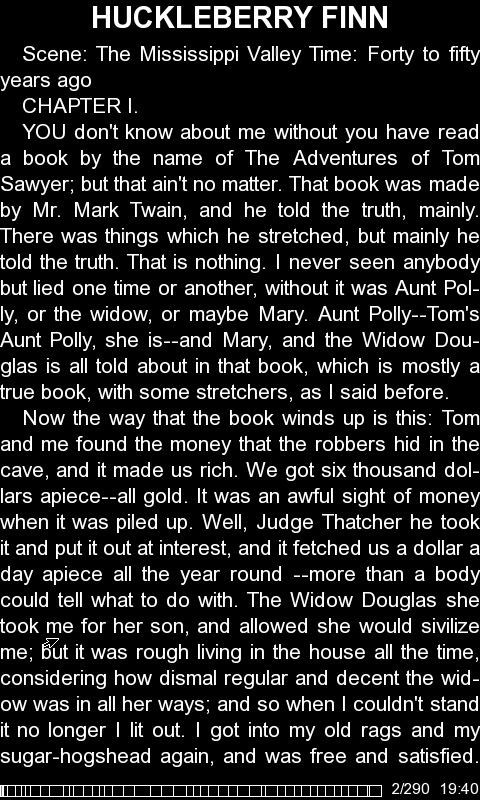
FBReader w trybie nocnym w smartfonie
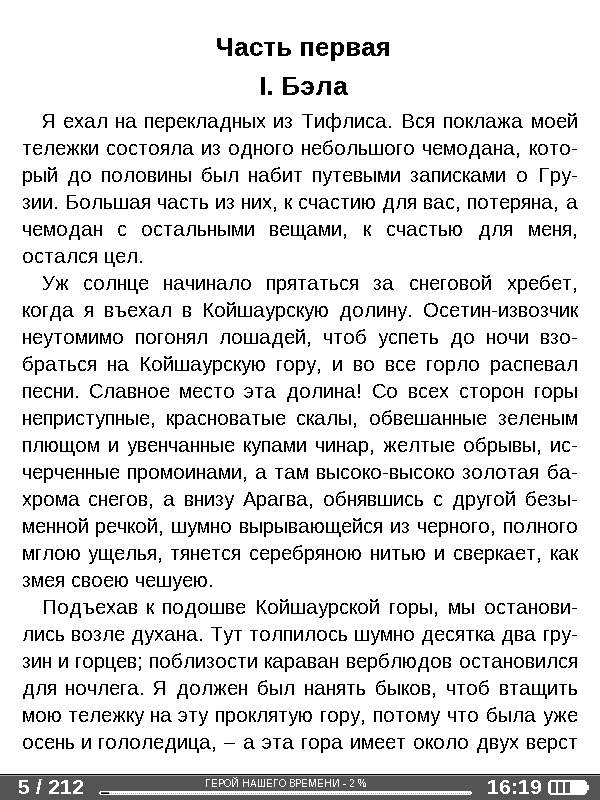
FBReader w PocketBook
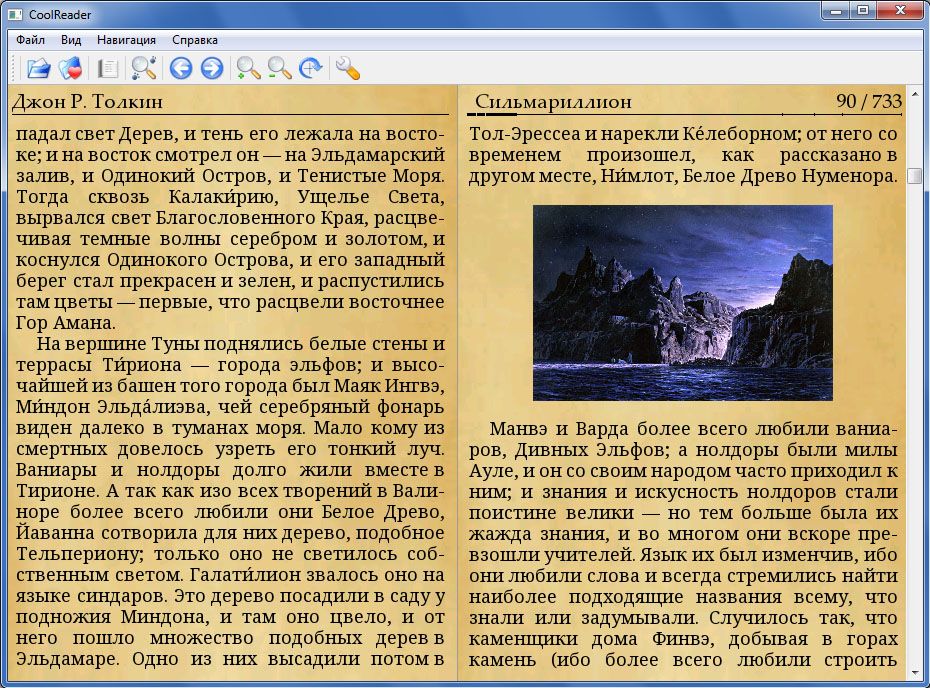
CoolReader w Windows